# Římskokatolická farnost České Meziříčí
Římskokatolická farnost České Meziříčí je územním společenstvím římských katolíků v rychnovském vikariátu královéhradecké diecéze.

## O farnosti

### Historie
První zmínka o plebánii je z roku 1352. V roce 1384 je uváděna v seznamu desátků, vypsaných pro krále Václava. První původně dřevěný kostel byl v obci postaven zřejmě již kolem roku 1300. Od husitských válek byl utrakvistický, další 2 roky byl opuštěn a od roku 1626 do roku 1630 patřil duchovní správou do Přepych, kde tehdy sídlil jediný katolický kněz na opočenském panství. V roce 1748 byl dřevěný kostel hrozící zřícením rozbořen a Rudolfem hrabětem Colloredem byl postaven nový. Základní kámen byl položen 8. září 1748 a novostavba byla posvěcena 25. listopadu 1752. Opraven byl v roce 1971.

### Přehled duchovních správců
- 1922–1954 R.D. František Buřil (17. 8. 1884 - 21. 5. 1954) (farář)
- 1954–1955 R.D. Jan Cimburek (25. 12. 1919 - 29. 8. 2003) (interkalární administrátor)
- 1955 (od února do března) R.D. Miloslav Kopecký (7. 5. 1920 - 29. 6. 1999) (interkalární administrátor)
- 1955–1974 R.D. Alois Homola (25. 12. 1914 - 29. 10. 1991) (interkalární administrátor)
- 1975–1983 R.D. Ing. Josef Pospíšil (administrátor ex currendo z Přepych)
- 1983–1997 R.D. Václav Černý (administrátor ex currendo z Černilova)
- 1997–2009 R.D. Ing. Mgr. Stanislav Jílek (administrátor ex currendo z Černilova)
- 2009–2018 R.D. ThLic. Mgr. Jaroslaw Furtan, Ph.D. (administrátor)
- 2018–současnost R.D. Mgr. Václav Loukota (farář)

### Současnost
Farnost má sídelního duchovního správce, který zároveň spravuje excurrendo farnost Bohuslavice nad Metují v sousedním náchodském vikariátu.
| Kostel                       | Místo          | Bohoslužba                       | Bohoslužba        | Poznámka        |
| ---------------------------- | -------------- | -------------------------------- | ----------------- | --------------- |
| Kostel svaté Kateřiny        | České Meziříčí | neděle středa 1. sobota v měsíci | 09.30 17.00 09.00 | farní kostel    |
| Kostel svatého Zikmunda      | Králova Lhota  | 1. a 3. neděle v měsíci          | 08.15             | filiální kostel |
| Kostel svatého Jana Křtitele | Rohenice       | 2. a 4. neděle v měsíci          | 08.15             | filiální kostel |